# Miguel López de Legazpi
L'Almirante Miguel López de Legazpi, secondo la grafia basca moderna Mikel Lopitz Legazpi (Zumarraga, 1510 circa – Manila, 20 agosto 1572), è stato un condottiero spagnolo.
Conosciuto con il soprannome di el Adelantado ("il Governatore") ed el Viejo (il Vecchio), fu il creatore del primo insediamento spagnolo nell'arcipelago filippino a San Miguel di Bohol, primo Governatore della Capitanìa Generale delle Filippine e fondatore delle città di Cebu nel 1565 e di Manila nel 1571.
Nel 1565 fu comandante di una spedizione dalla Nuova Spagna alle Indie orientali insieme a Andrés de Urdaneta, il quale, durante il viaggio di ritorno, tracciò per la prima volta una rotta veloce e sicura marina tra Filippine e Acapulco, conosciuta come Rotta di Urdaneta.
È sepolto nella Chiesa di San Agustín a Intramuros, Manila.